# Sebastian Wenta
Sebastian Wenta, pseudonim Wentyl (ur. 4 maja 1975 w Tczewie) – polski kulomiot, strongman i zawodnik Highland games.
Jeden z najlepszych polskich i światowych siłaczy. Drugi Wicemistrz Polski Strongman 2006, Wicemistrz Europy Strongman 2007, Wicemistrz Świata Strongman 2007.

## Życiorys
Rodzice, sportowcy: Barbara Wenta – wioślarka i Edmund Wenta – kulomiot. Jest spokrewniony z Kamilą Skolimowską (ojciec Sebastiana był rodzonym bratem matki Kamili).
Sebastian Wenta zaczął zajmować się sportem w Szkole Podstawowej nr 10 w Tczewie. Początkowo trenował lekkoatletykę i siatkówkę, następnie pchnięcie kulą i rzut dyskiem, ostatecznie zajął się pchnięciem kulą. Został m.in. mistrzem Polski LZS. Był zawodnikiem klubu Lechia Gdańsk. Rekord życiowy w pchnięciu kulą: 19,48 (2 czerwca 2001, Gdańsk).
W 2005 rozpoczął karierę siłacza. W eliminacjach do Pucharu Polski Strongman 2005 zajął 1. miejsce spośród pięćdziesięciu startujących. Bardzo szybko został jednym z najlepszych zawodników w Polsce i na świecie. Jest zrzeszony w federacji WSMC.
Uczestniczył w Pucharze Polski Strongman 2007.
W Tczewie prowadzi sklep z odżywkami i sprzętem dla sportowców. Jest żonaty z Justyną, ma dwie córki – Patrycję i Nikolę. Mieszka w Lubiszewie, w województwie pomorskim.
Wymiary:
- wzrost 200 cm
- waga 150 – 155 kg
- biceps 54 cm
- klatka piersiowa 155 cm

Rekordy życiowe:
- przysiad 310 kg
- wyciskanie 250 kg
- martwy ciąg 350 kg

## Mistrzostwa Świata Strongman
Sebastian Wenta wziął udział czterokrotnie w indywidualnych Mistrzostwach Świata Strongman, w latach 2006, 2007, 2008 i 2009.
W swym debiucie, na Mistrzostwach Świata Strongman 2006, został szóstym najsilniejszym człowiekiem świata. Największym sukcesem Sebastiana jest zdobycie, na Mistrzostwach Świata Strongman 2007, tytułu Wicemistrza Świata Strongman. Sebastian stał się tym samym drugim polskim zawodnikiem (po Mariuszu Pudzianowskim), który zajął najwyższą lokatę, w całej historii tych mistrzostw. W Mistrzostwach Świata Strongman 2008 ponownie zajął szóstą pozycję.
W Mistrzostwach Świata Strongman 2009, rozgrywanych na Malcie, nie zakwalifikował się do finału w wyniku kontuzji.

## Osiągnięcia strongman[7]
- 2005
  - 3. miejsce – Mistrzostwa Europy Highland Games, Szkocja
  - 2. miejsce – Puchar Polski Strongman 2005, Ostróda
  - 1. miejsce – Puchar Polski Strongman 2005, Golub-Dobrzyń
  - 2. miejsce – Międzynarodowe Zawody Strongman, Litwa
  - 5. miejsce – Mistrzostwa United Strongman Series 2005, Bangkok, Tajlandia
- 2006
  - 3. miejsce – Drugi Pojedynek Gigantów, Łódź
  - 1. miejsce – United Strongman Series, Kijów
  - 1. miejsce – Puchar Świata Highland Games, Szkocja
  - 3. miejsce – United Strongman Series, Serbia
  - 1. miejsce – United Strongman Series, Moskwa
  - 1. miejsce – Europa vs USA Highland Games, Irlandia
  - 1. miejsce – Polska kontra Europa, Borne Sulinowo
  - 3. miejsce – Super Seria 2006: Milicz
  - 2. miejsce – Finał Pucharu Świata Highland Games, Szkocja
  - 3. miejsce – Mistrzostwa Polski Strongman 2006, Września
  - 6. miejsce – Mistrzostwa Świata Strongman 2006, Sanya, Chiny
  - 8. miejsce – Puchar Świata Siłaczy 2006: Wiedeń
  - 2. miejsce – Puchar Świata Siłaczy 2006: Grodzisk Mazowiecki
- 2007
  - 4. miejsce – Trzeci Pojedynek Gigantów, Łódź
  - 2. miejsce – Mistrzostwa Europy Strongman 2007, Łódź
  - 7. miejsce – Puchar Świata Siłaczy 2007: Moskwa
  - 2. miejsce – Mistrzostwa Świata Strongman 2007, Anaheim, USA
  - 1. miejsce – Finał Pucharu Świata Highlad Games, Szkocja
- 2008
  - 10. miejsce – Super Seria 2008: Mohegan Sun
  - 1. miejsce – Czwarty Pojedynek Gigantów, Łódź
  - 7. miejsce – The Globe's Strongest Man, Grand Prix Moskwy[8]
  - 3. miejsce – Fortissimus, Kanada
  - 2. miejsce – Super Seria 2008: Viking Power Challenge
  - 6. miejsce – Mistrzostwa Świata Strongman 2008, Charleston (Wirginia Zachodnia), USA
  - 2. miejsce – Mistrzostwa Świata w Wyciskaniu Belki, Litwa
- 2009
  - 9. miejsce – Giganci Na Żywo 2009: Mohegun Sun

## W filmie
- 2006
  - Serial Faceci do wzięcia – Rysiu Gieroba
  - Serial Kryminalni – ochroniarz Czai